# Bagratida-dinasztia
A Bagratida-dinasztia vagy Bagrationi-dinasztia (grúzul ბაგრატიონი, bagrationi, ბაგრატიონთა დინასტია, bagrationt'a dinasztia), eredetileg, örményül Bagratuni-dinasztia (Բագրատունի) Örményország és Grúzia egyik uralkodó családja volt. Gyökerei a korai középkorba nyúlnak vissza, és egészen a 19. századig uralkodtak Grúziában. Az örmény ág azinban már a 11. században kihalt.
Eredetük részletei vitatottak, ahogy az is, mikor jelentek meg először grúz földön. A 9. században jutottak uralomra, a grúz hagyomány azonban a 6. századtól számítja megjelenésüket és a legkorábbi uralkodódinasztiákhoz köti őket.
Történetük elválaszthatatlanul egybekötődött Grúzia történelmével. Az uralkodást Grúzia délnyugati részének és az araboktól visszahódított örmény-grúz mocsárvidék fejedelmeiként kezdték. A dinasztia állította vissza 888-ban a grúz királyságot, amely a 11. és a 13. század között virágzott, számos környező területet vonva uralma alá. IV. Dávid és dédunokája, Tamara királynő uralkodását a grúz aranykorként tartják számon: ebben az időszakban Grúzia birodalmat hozott létre és kultúrája is virágzott.
A Bagratidák feudális állama a 15. század végén darabokra szakadt és a három így létrejött királyságot – Kartlit, Kahetit és Imeretit a Bagratida-ház ágai uralták, egészen a 19. század elejéig, amikor területeiket az Orosz Birodalom kebelezte be. A dinasztia főnemesi családként ezután is fennmaradt Grúziában, az 1917 februári orosz forradalomig. Amikor 1921-ben Grúzia a Szovjetunió uralma alá került, a család sok tagja Európa országaiba kényszerült kivándorolni. Az egyik Bagratida-ág ma is Grúzia királyi házának nevezi magát.
Örökségük máig kíséri Grúziát. A Bagratida monarchia nyújtotta önazanosságtudat és szimbólumai kulcsszerepet játszottak a grúz nemzet kialakulásában. A kultúra és a tudás támogatói voltak, fontos szerepet játszva a grúz művészet és irodalom jelentős alkotásainak megszületésében.

## Eredete

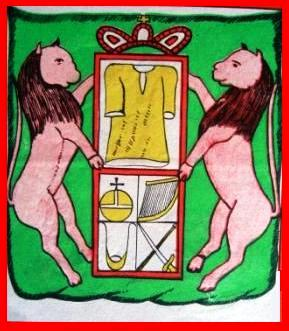
A Bagratida családi címer egy változata, Vakhusti herceg Grúzia atlasza című művéből (1740 körül)

A családi legenda szerint a Bagratidák a bibliai Dávid királytól származnak és 530 körül Palesztinából érkeztek a régióba. Ezt a 11. századi grúz krónikás, Szumbat Davitisz-Dze jegyezte le, majd jóval később, a 18. században Vakhusti herceg családi kronológiával is ellátta. A hagyomány szerint a Dávid családjából származó hét fivér közül három Örményországban telepedett le, négyen pedig Kartliba mentek (grúziai régió, amelyet az ókori szerzők Ibéria néven is említenek). Itt beházasodtak a helyi uralkodócsaládokba és földbirtokokhoz jutottak. A négy testvér közül a hagyomány szerint az 532-ben meghalt Guaram fia volt Bagrat, akiről aztán a dinasztia a nevét kapta. Egyik utódjuk, Guaram a Bizánci Birodalom helytartójaként, Kouropalatész címmel Kartli fejedelme volt a 6. század vége felé. E verzió szerint így kezdődött a Bagratidák uralkodása, amely egészen 1801-ig tartott.

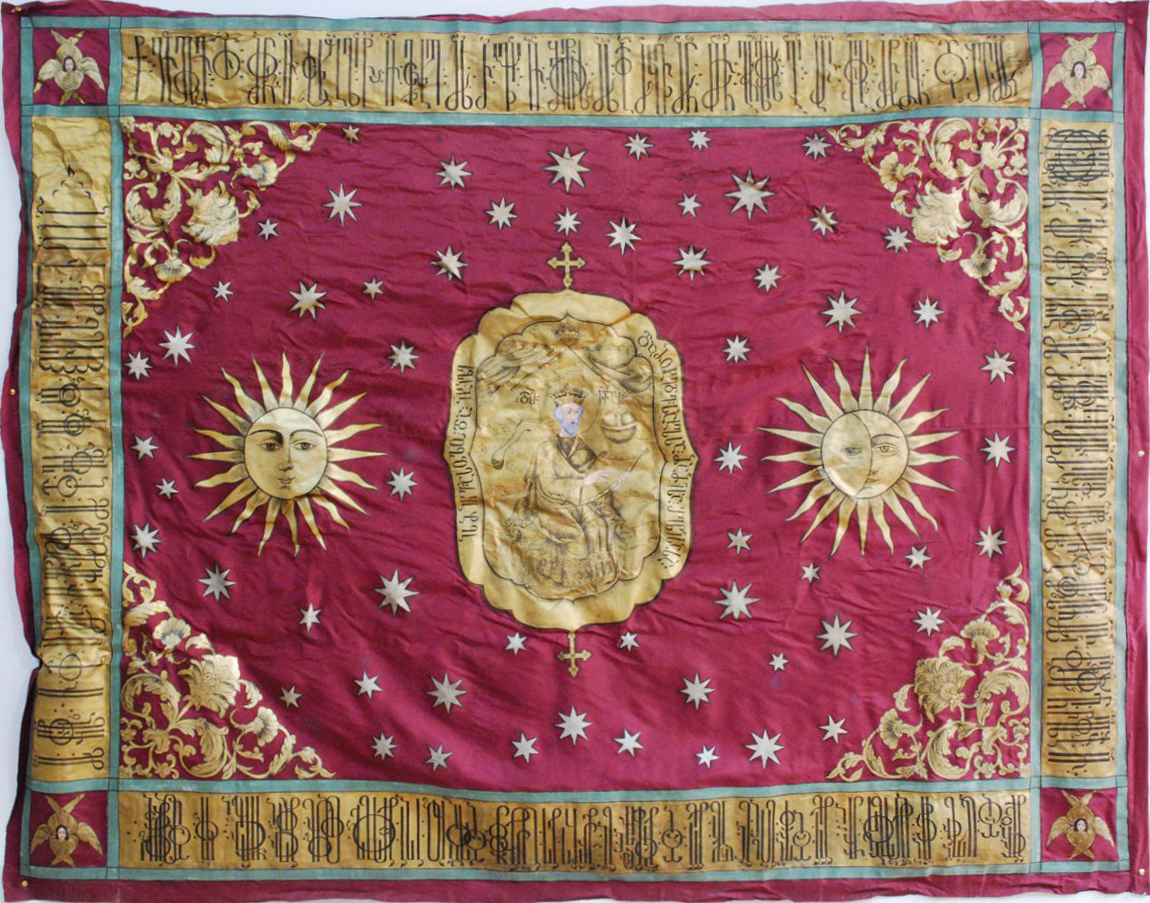
VI. Vahtang, Kartli királya (1716 – 1724) zászlaja, közepén Dávid király.

Ez a hagyomány általánosan elfogadott volt a 20. század elejéig. A zsidó és biblia származást ma már kétségbe vonják és a bagratidák eredete erősen vitatott. A szovjet időszakban a grúz történelem sok kutatója a Nikoloz Berdzenisvili által a következőképp összefoglalt nézeteket vallotta a kérdésről:
A Bagratidák illusztris dinasztiája a legősibb grúz területről, Szperi-ből (a mai İspirből) eredt. Előrelátó és rugalmas politikájuk révén a Bagratidák a 6. és 8. század között nagy befolyásra tettek szert. Egyik águk Örményországba, egy másik Kartliba telepedett át és mindkettő domináns helyzetbe került a Transzkaukázus uralkodói között.
Sok mai tudós azonban az elsődleges örmény és grúz források elemzésére hivatkozva a fenti verziót is vitatja. A nyugati szakirodalomban a Cyril Toumanoff által összeállított geneológia a legelfogadottabb. Eszerint a grúz Bagratidák az örmény Bagratida dinasztiából ágaztak ki. Közülük Adarnasze, akinek az apja Vaszak volt (III. Ashot örmény király fia, aki 732 és 748 között Örményország fejedelme volt) vándorolt ki Kartliba 772-ben, egy sikertelen felkelés után, amelyet az arabok elfojtottak. Adarnasze fia, I. Ashot 813-ban megszerezte Kartli fejedelmi trónját és így ő vált a Bagratida uralkodódinasztia alapítójává. A Dávid királytól való származás hagyományát eszerint az örmény dinasztiától, illetve történetírójától, Khorénéi Mózestől örökölhették. Miután a grúziai ág, amely gyorsan hozzáidomult az új környezethez, megszerezte az uralkodói trónt, a bibliai származás hagyománya megkönnyítette számukra, hogy legitimációt szerezzenek és ezzel megteremtették a következő ezer év Bagratida uralmának fő ideológia pillérjét is.
Bár a Bagratidák vonala csak a 8. század végétől követhető generációról generációra, Toumanoff azt is állította, hogy a család egy ága már a 2. században megjelent Grúziában. Ők Odzrkhe fejedelmei voltak Grúzia déli részén. A középkori krónikák Bivritiani néven ismerték őket, az 5. századig uralkodtak, de nem voltak az ősei azoknak a Bagratidáknak, akik létrehozták a grúz uralkodódinasztiát.